# ويليام صامويل هنسون

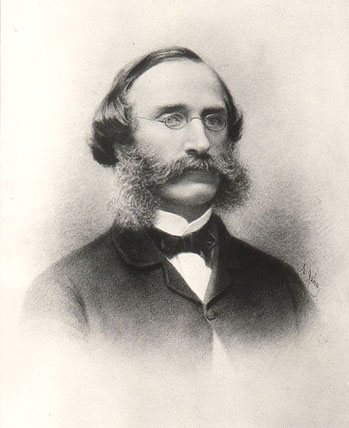
ويليام صامويل هنسون

ويليام صامويل هنسون (بالإنجليزية: William Samuel Henson)‏ (3 مايو 1812-1888) مخترع أنكليزي وهو أول من اخترع شفرة الحلاقة عام 1847 وهي شفرة كانت مزودة بحافظة مشطية.
ووضع في عام 1843 تصميمًا لأول طائرةتدفع آليا بمحرك بخاري تتضمن العديد من الأجزاء الرئيسية للطائرة الحديثة. مزودة بمراوح أمامية وأجنحة ثابتة. لكنه أوقف مشروعه بعد فشل أول نموذج قام ببنائه. وقام صديقه جون سترنجفيللو عام 1848 ببناء نموذج مصغر لطائرة مستخدمًا نفس تصميم ويليام صامويل هنسون وتم إطلاق هذا النموذج بالفعل بنجاح لكنه لم يبقَ في الجو إلا لفترة قصيرة. وهو ما يسمى بالطيران الآلي.